# Camponotus punctiventris
Camponotus punctiventris é uma espécie de inseto do gênero Camponotus, pertencente à família Formicidae.